# 中村信一 (医学者)
中村 信一（なかむら しんいち、1944年1月5日 - ） は、日本の医師。第10代金沢大学学長。中日文化賞受賞。

## 人物・経歴
1962年石川県立金沢二水高等学校卒業。1968年金沢大学医学部医学科卒業。医師免許取得。1971年バージニア工科大学嫌気性生物研究室留学。1973年金沢大学大学院医学研究科博士課程修了、医学博士、金沢大学医学部微生物学講座助手。1974年金沢大学医学部微生物学講座講師。1976年金沢大学医学部微生物学講座助教授。1986年金沢大学医学部微生物学講座教授。1998年金沢大学医学部長。2001年金沢大学大学院医学系研究科細菌感染症制御学分野教授。2002年金沢大学副学長。2005年金沢大学理事・副学長。2006年日本学術会議連携会員。2008年金沢大学学長。2009年金沢子ども科学財団理事長。2019年瑞宝重光章（教育研究功労）受章。

## 受賞
- 中日文化賞 1979年[2]
- 小島三郎記念文化賞 1998年[2]
- 発明実施功績賞 2013年[2]